# Alfred Sauer
Alfred Ernst Sauer (ur. 31 lipca 1880 w Würzburgu, zm. 11 listopada 1943 w Magnolia Springs) – szermierz, szpadzista reprezentujący USA, uczestnik letnich igrzysk olimpijskich w Sztokholmie w 1912 roku.
Mistrz Stanów Zjednoczonych w szpadzie w 1913 oraz we florecie w 1916. Członek galerii sław amerykańskiej szermierki – US Fencing Hall of Fame.